# マンガ 嫌韓流・嫌中国流の登場人物
本項「マンガ 嫌韓流・嫌中国流の登場人物（まんがけんかんりゅう・けんちゅうごくりゅうのとうじょうじんぶつ）」では、山野車輪による漫画作品『マンガ 嫌韓流』及び『マンガ 嫌中国流』に登場する人物を列挙する。

## 登場人物

### 主人公
沖鮎要（おきあゆ かなめ）
誕生日：4月10日　血液型：O型（読み切り版ではA型）
『嫌韓流』1・2の主人公。元々は普通の高校生であったが大学で「極東アジア調査会」（架空のクラブ活動）に入会。ムキになることが多い。趣味はサッカーや剣道で、差別を嫌う優しき人物。朝鮮総督府に勤めていた祖父の影響で日韓関係に興味を抱き、研究していくにつれて日韓関係の真実を知ることとなる。在日特権には批判的である。
第1巻では剣道を始めてから竹刀を抜き身で背負っているなど極端なキャラ付けをされていたが、2巻以降では止めている。
藤田望（ふじた のぞむ）
『嫌中国流』の主人公。容姿が要と似ている。橘のことが好きで極東アジア調査会に入会。当初は日中関係に無知だったが、そこで中国の実態を知ることになる。また過去にとらわれない性格から、中国の反日感情の原因がイマイチわからない模様。
松本光一（まつもと こういち）
誕生日：8月23日　血液型：B型
『嫌韓流』1・2のレギュラーキャラ。3では主人公。嫌中国流でも登場する在日韓国人四世。本名に関して、姓は不明だが後述の高明義からは「クァンイル（光一の韓国語読み）」と呼ばれている。要が『嫌中国流』で存在が全く触れられなくなっている中で初期から一貫して存在感のあるキャラクターである。
当初は反日的であったが、在日同胞やプロ市民から吹き込まれたことを垂れ流すだけで論理的な反論には何も言えなくなってしまっていた。日韓の本当の歴史と、韓国・在日の実態を知ることとなり、在日韓国人としてどうやって日本で生きていくべきか苦悩する。作中では親が通名を利用して架空口座を作り脱税していると聞いてショックを受け、リベラルな論理で説得されると裏を読まずに納得してしまうなど、基本的には善人だが悪い意味でも日本人的思考の持ち主。
結局、光一は帰化をせずそのまま在日韓国人として生きていき、在日韓国人の悪事を止めさせ、日本人との真に分かりあえる関係を築く活動を行っていくことを決意する。だが、後の作品では実際的な活動が続いていないことが発覚し、そこを突っ込まれている。

### ヒロイン
荒巻いつみ（あらまき -）
誕生日：5月7日　血液型：A型
要の彼女。ディベートに二人だけで参加する度胸のある人物。実家は剣道道場。
橘真為（たちばな まい）
望が片思いしている少女。かつて授業で反日的な社会科教師から旧日本軍の犯罪を聞き、日中戦争に参加した祖父を責めてしまう（ここの経緯は前述の要に通じる部分がある）。感情的になると見た目からは考えられない発言をすることがある。

### 日本人
末行隆平（すえゆき りゅうへい）
誕生日：10月2日　血液型：AB型
要たちが大学に入学してきた時点での極東アジア調査会副会長。会長である添内より活発に活動しており、その知識量は作中随一で、やや辛辣な口調が持ち味。実家は豪邸。
大学卒業後は親の経営する企業に就職、次期社長として修行中。
添内多枝（そえうち たえ）
誕生日：12月17日　血液型：O型
要たちが大学に入学してきた時点での極東アジア調査会会長。大学卒業後はアメリカに留学している。
矢神哲哉（やがみ てつや）
誕生日：1月9日　血液型：A型
末行・添内の後を継いで極東アジア調査会会長となる。大学卒業後はジャーナリストとなり、「マンガ 若者奴隷世代」ではネットニュースサイトの編集部に勤めている。
金田安広（かねだ やすひろ）
誕生日：6月27日　血液型：O型
極東アジア調査会のメンバー。元在日韓国人で現在は帰化している。サークル外での活動を活発にしている。在日の横暴さを嫌っており、それにより在日韓国人から批判される。
末行都（すえゆき みやこ）
末行の3コ下の妹。「どうして？」が口癖。後に極東アジア調査会会長になる。特定アジアに対して友好的な態度を示している。
大学卒業後、山野車輪のアシスタントをしているという。作中でも日韓問題などを題材にした漫画を描いている。
島村圭一郎（しまむら けいいちろう）
望と真為が入学してきた時点での極東アジア調査会会長。
萩野健一（はぎの けんいち）
都が会長である時点での新入生。在チョンと読んだりちょっとした差別主義者で特定アジアに対する悪口が多いが、最後は中国に対し日本が友好的態度をとったことを説明する。
林田智史（はやしだ さとし）
光一が就職した会社の社員。偏見的な嫌韓感情を持っており、後輩である光一をいびっている。
高尾 高雄（たかお たかお）
要の高校時代の友人。サッカー部員。日韓ワールドカップを切っ掛けに嫌韓となる。「マンガ 若者奴隷世代」では、就職活動に失敗して大学卒業後は派遣社員を続けており、老人偏重の制度改正を求める市民団体に参加するようになる。
へろし
要の高校時代の友人。お好み焼き屋の息子で、いつもヘラを持っている。
トモ
要の高校時代の友人。高尾・へろしといつもつるんでいる。
高木（たかぎ）
光一が就職した会社の部長。日本の自虐史観を信じている。
筋元清海（すじもと きよみ）
衆議院議員。後に秘書給与詐欺容疑で逮捕されてしまった。光一の憧れの女性。
山野車輪（やまの しゃりん）
当シリーズの作者だが、番外編で登場する。

### 韓国人
朴然守（パク ヨンス）
歴史歪曲軍国主義復活陰謀糾弾韓国大学生訪日代表団のリーダー。イケメンで、他のメンバーよりも理性的。エラの張った顔をシャギーカットした髪型で隠しているが、要からは「整形しない」という点を賞賛されていた。
安田英春（やすだ ひではる）
光一の友人。登場間もなく日本に帰化している。かなりリベラルな性格で、在日達の反日活動や、在日特権を利用して屁理屈を言う姿にうんざりしており、光一にも帰化するよう度々勧めている。実は戦前ではなく戦後、1970年代に来日した「ニューカマー」と呼ばれる世代の二世。
李明子（イ ミョンジャ）
金田が主催する外部サークルのメンバー。在日三世。反日思想の持ち主だが、論破されると「それもそうね」と納得してしまうなど中身は日本人的。
作中の韓系キャラ付けとしてエラが張っているが、韓系女性キャラとしては初めての美形でスタイルも良い。
姜勇中（カン ヨンジュン）
朴然守の母校の大学教授。歴史歪曲軍国主義復活陰謀糾弾韓国大学生訪日代表団とともに極東アジア調査会とディベート対決をする。
高明義（コ ミョンギ）
光一の中学時代の同級生。現在は焼肉チェーンを経営しているが、自身は表向き「無職」と言うことにして税金を払っていないことを自慢している。なお、彼の知人も闇金融、エセ右翼、総会屋と似たり寄ったりの暮らしをしている。
日韓の歴史にはさほど興味は無いが、自分たちが甘い汁を吸える方法、いわゆる在日特権を推進している。
朴正一（パク ジョンイル）
極東アジア調査会のライバルサークルに当たるアジア問題研究会のメンバー。在日四世。朴一の説をよく唱えるが、得意になって大風呂敷を広げた挙句失敗して逆に同胞から制裁を受けたりする。何かと極東アジア調査会のメンバーと行動する事も多い。

### 中国人・台湾人
陳徳華（チェ トーチェ）
中国人留学生。嫌中国流で登場。父親は党幹部らしく、豪邸に住んでいるから富豪であるようだ。反日思想で日本人の事を「小日本人（シャオリーベンレン）」と呼ぶなど見下し、将来は共産党幹部になって日本を叩き潰す事を目論んでいるらしい。南京大虐殺肯定論者であり、日本のODA貢献の実態どころか｢ODAその物」を知らなかった。
曹学友（フォウ シャオユウ）
中国人留学生で陣の友人。留学生だが、大学には通わず毎日アルバイトをしている（いわゆる労働目的留学）貧困層出身者である。討論の最中に次第に中国共産党の実態を知るようになる。
劉青霞（リュウ チンシァ）
台湾人留学生で日本アニメや漫画に憧れ、日本に来た。大人っぽい格好だがヒロインアニメの玩具を身につけているお茶目な面もある。過去に受けた非道な仕打ちで韓国が嫌いであるよう。部活動はテニスを行っている。中国政府が台湾独立に圧力をかけている様子に頭を悩ませている。台湾には林青霞と言う似た名前の女優が実在する。